# Copepteryx
Copepteryx es un género extinto de aves de la familia Plotopteridae, endémico de la isla de Japón, que vivió durante unos 5,4 millones de años en el Oligoceno Chattiense. Su nombre se deriva del griego clásico, de las palabras Kope y pteryx (alas de remo).
Copepteryx fueron aves buceadoras, al igual que Waimanu, que anidaban en tierra, y cuya dieta era carnívora.
El género fue nombrado por Olson y Hasegawa en 1996 y asignado a la familia Plotopteridae. La especie tipo es Copepteryx hexeris. 